# رادوچ
رادوچ (به لهستانی:  Raducz) یک روستا در لهستان است که در گمینا نوو کاونچن واقع شده‌است. رادوچ ۳۰ نفر جمعیت دارد و ۱۴۰ متر بالاتر از سطح دریا واقع شده‌است.